# Go Off (canción)
«Go Off» es una canción de los raperos estadounidenses Lil Uzi Vert, Quavo y Travis Scott. Fue lanzado el 2 de marzo de 2017 como el sencillo principal del álbum de la banda sonora de la película de 2017 The Fate of the Furious. La canción fue producida por The Featherstones, Murda Beatz y Breyan Isaac.

## Video musical
El video musical fue lanzado junto con el sencillo.  Presenta imágenes de The Fate of the Furious y muestra a Lil Uzi Vert, Quavo y Travis Scott actuando mientras están rodeados por la acción, con autos corriendo y haciendo donas. 

## Posicionamiento en listas
| Lista (2017)                           | Posición máxima |
| -------------------------------------- | --------------- |
| Francia (SNEP)                         | 124             |
| Estados Unidos (Hot R&B/Hip-Hop Songs) | 39              |